# António Lobo Antunes
António Lobo Antunes (IPA: [ɐ̃ˈtɔniu ˈloβu ɐ̃ˈtunɨʃ]) (Lisbona, 1º settembre 1942) è uno scrittore portoghese.

## Biografia
Considerato, assieme all'amico José Saramago (1922-2010), uno dei più importanti autori della letteratura portoghese contemporanea, viene indicato da alcuni critici come il più grande scrittore portoghese vivente. Lobo Antunes è laureato in medicina, con specializzazione in psichiatria. Venne mandato in Angola dal 1970 al 1973 durante la fase finale della Guerra coloniale portoghese, tema affrontato in vari libri. Una volta tornato in Portogallo, ha lavorato nell'ospedale psichiatrico Miguel Bombarda di Lisbona. È stato militante dell'APU (Aliança Povo Unido, coalizione capeggiata dal Partito Comunista Portoghese) nel 1980.
Oggi vive a Lisbona, dedicandosi interamente alla scrittura.
La sua opera, fortemente influenzata da William Faulkner e Louis-Ferdinand Céline, è composta essenzialmente da romanzi, caratterizzati da intricate e complesse costruzioni narrative. Mentre nella prima fase della sua produzione letteraria il tema dominante è la guerra coloniale (a cui l'autore partecipò in prima persona come medico in Angola) e le sue conseguenti problematiche (perdita delle colonie, ritorno ecc.), nella seconda la tematica è essenzialmente psicologica, andandosi a concentrare su storie private. Estremizzando certe tecniche e modalità narrative tipiche della letteratura modernista, come il flusso di coscienza, Lobo Antunes ha sviluppato un particolarissimo stile narrativo. Un esempio è il frequente passaggio dalla prima alla terza persona senza marche che lo indichino. In questa maniera, la lettura, ovviamente faticosa, di un romanzo di Lobo Antunes, si trasforma in una specie di puzzle di elementi da mettere insieme, che ci fa entrare in una dimensione psicologica parallela senza una chiara linea cronologica, ma con una sua acrobatica coerenza interna.
Nel 2001 è stato insignito del titolo di duca di Cocodrilos dal sovrano del Regno di Redonda.

## Opere
- Memória de Elefante, 1979.
- In culo al mondo (Os Cus de Judas, 1979), traduzione di Maria José de Lancastre, Torino, Einaudi, 1996; Milano, Feltrinelli, 2014.
- Conhecimento do Inferno, 1980.
- Spiegazione degli uccelli (Explicação dos Pássaros, 1981), traduzione di Vittoria Martinetto, Milano, Feltrinelli, 2010.
- Le navi (As naus, 1988), traduzione di V. Martinetto, Torino, Einaudi, 1997.
- Fado Alexandrino, 1983.
- Auto dos Danados, 1985.
- As Naus, 1988.
- Trattato delle passioni dell'anima (Tratado das Paixões da Alma, 1990), traduzione di Rita Desti, Milano, Feltrinelli, 1998.
- L'ordine naturale delle cose (A Ordem Natural das Coisas, 1992), traduzione di R. Desti, Milano, Feltrinelli, 2001.
- La morte di Carlos Gardel (A Morte de Carlos Gardel, 1994), traduzione di V. Martinetto, Milano, Feltrinelli, 2002.
- A História do Hidroavião, con illustrazioni di Vitorino, 1994.
- Il manuale degli inquisitori (Manual dos Inquisidores, 1996), traduzione di R. Desti, Torino, Einaudi, 1999.
- Lo splendore del Portogallo (O Esplendor de Portugal, 1997), traduzione di R. Desti, Torino, Einaudi, 2002; Milano, Feltrinelli, 2019.
- Livro de Crónicas, 1998.
- Esortazione ai coccodrilli (Exortação aos Crocodilos, 1999), traduzione di R. Desti, Torino, Einaudi, 2005.
- Não Entres Tão Depressa Nessa Noite Escura, 2000.
- Che farò quando tutto brucia (Que farei quando tudo arde?, 2001), traduzione di V. Martinetto, Milano, Feltrinelli, 2004.
- Segundo Livro de Crónicas, 2002.
- Letrinhas das Cantigas (tiratura limitata), 2002.
- Buonasera alle cose di quaggiù (Boa Tarde às Coisas Aqui em Baixo, 2003), traduzione di V. Martinetto, Milano, Feltrinelli, 2007.
- Eu Hei-de Amar Uma Pedra, 2004.
- Lettere dalla guerra (D'este viver aqui neste papel descripto. Cartas da guerra, 2005), traduzione di V. Martinetto, Milano, Feltrinelli, 2009.
- Terceiro Livro de Crónicas, 2006.
- Ontem Não Te Vi Em Babilónia, 2006.
- Arcipelago dell'insonnia (O Arquipélago da Insónia, 2008), traduzione di V. Martinetto, Milano, Feltrinelli, 2013.
- Que Cavalos São Aqueles Que Fazem Sombra no Mar?, 2009.
- Sopra i fiumi che vanno (Sôbolos Rios Que Vão, 2010), traduzione di V. Martinetto, Milano, Feltrinelli, 2021.
- Quarto Livro de Crónicas, 2011.
- Comissão das Lágrimas, 2011.
- Non è mezzanotte chi vuole (Não É Meia Noite Quem Quer, 2012), traduzione di V. Martinetto, Milano, Feltrinelli, 2018.
- Quinto Livro de Crónicas, 2013.
- Caminho Como Uma Casa Em Chamas, 2014.
- Da Natureza dos Deuses, 2015.
- Para Aquela que Está Sentada no Escuro à Minha Espera, 2016.
- Até Que as Pedras Se Tornem Mais Leves Que a Água, 2017.
- A Última Porta Antes da Noite, 2018.
- A Outra Margem do Mar, 2019.
- Dizionario del linguaggio dei fiori (Diccionario da Linguagem das Flores, 2020), traduzione di V. Martinetto, Milano, Feltrinelli, 2023.
- O Tamanho do Mundo, 2022.